# Acanthobodilus
Genre
Acanthobodilus est un genre d'insectes coléoptères qui, selon les sources, fait partie de la famille des Aphodiidae ou des Scarabaeidae.

## Liste d'espèces
Selon Catalogue of Life (28 juillet 2014) :
- Acanthobodilus languidulus (Schmidt, 1916)
- Acanthobodilus immundus (Creutzer, 1799)

Selon Fauna Europaea (28 juillet 2014) :
- Acanthobodilus crimensis (W. Koshantschikov 1913)
- Acanthobodilus immundus (Creutzer, 1799)

## Systématique
Le nom valide complet (avec auteur) de ce taxon est Acanthobodilus Dellacasa (d), 1983.